# The Texas Sphinx
The Texas Sphinx est un film muet américain réalisé par Fred Kelsey et sorti en 1917.

## Fiche technique
- Réalisation : Fred Kelsey
- Scénario : George Hively, d'après une histoire de T. Shelley Sutton
- Durée : 20 minutes
- Date de sortie : États-Unis : 15 septembre 1917

## Distribution
- Harry Carey
- Hoot Gibson
- Ed Jones
- Alice Lake
- William Steele
- Vester Pegg